# 劉珩 (道光進士)
刘珩，庄河桂云花人，清朝政治人物，同進士出身。
道光六年（1826年）丙戌科進士，先后任云南平彝、蒙自、昆明县知县，河北永平府直隶厅同知，甘肃河州知州，官至湖北武昌府知府。